# Лицо Бо
Лицо́ Бо (англ. The Face of Boe) — персонаж британского телесериала «Доктор Кто». Бо — загадочный древний инопланетянин из далекого будущего, которому, по преданию, более миллиарда лет. Для создания Лица Бо были использованы полностью механические эффекты, а озвучил персонажа Струан Роджер. В эпизоде «Последний Повелитель времени» было предположено, что Лицом Бо может являться капитан Джек Харкнесс.

## Появления в сериале
Впервые лицо Бо появляется в серии «Конец Света» (2005), действие которого происходит через пять миллиардов лет в будущем. Его представляют как существо, прибывшее из «Серебряного опустошения» и имеющее значительное влияние в галактическом сообществе. Лицо Бо финансирует мероприятие, на которое собираются богачи, чтобы посмотреть на уничтожение Земли в результате расширения Солнца. Происходит катастрофа, но благодаря вмешательству Доктора Лицу Бо вместе с большинством гостей удаётся выжить.
В серии «Новая Земля» (2006) Лицо Бо доживает свои дни в больнице Нового Нью-Йорка в 5 000 000 023 году. Его сиделка, сестра Хэйм, рассказывает Доктору легенду о том, что Лицо Бо является последним представителем своего вида. Также легенда гласит, что перед смертью он раскроет свой великий секрет страннику, не имеющему дома. Позже Доктор спрашивает его об этом, но Лицо Бо говорит, что великий секрет подождёт и он раскроет его при их третьей и последней встрече. После этого Лицо Бо исчезает.
Последний раз Лицо Бо появляется в эпизоде «Пробка» (2007) в 5 000 000 053 году на Новой Земле, почти опустошённой вирусной чумой. Ранее он использовал свою жизненную силу, чтобы изолировать жителей нижнего города от вируса, но теперь Лицо Бо нуждается в помощи Доктора, чтобы освободить людей из ловушки, и отдаёт свои последние жизненные силы, чтобы сделать это. Перед смертью, как и говорилось в легенде, он открывает свой великий секрет, говоря Доктору: «Ты не один». Доктор говорит Марте Джонс, что Лицо Бо ошиблось, но позже раскрывается существование ещё одного Повелителя времени, пережившего Войну Времени, — Мастера.
В эпизоде «Плохой волк», действие которого происходит в 2002-м году, говорится, что Лицо Бо — самое старое существо галактики Изоп. В серии «Долгая игра», события которого происходят столетием раньше, Лицо Бо обращается по телевидению с заявлением, что оно беременно.

## Возможное происхождение
В серии «Последний Повелитель времени» капитан Джек Харкнесс рассуждает о том, каким он станет в будущем, ведь, хоть он и бессмертен, его тело продолжает медленно стареть. Он поясняет, что это лишь вопрос его тщеславия, и рассказывает, что, будучи первым членом Агентства Времени (и обладателем недурной внешности), был сфотографирован для рекламных постеров Агентства. Учитывая этот факт и то, что в Агентстве он был известен как выходец полуострова Бошейн, среди агентов Джек получил прозвище «Лицо Бо». Эта новость повергает Доктора и Марту в шок.
Сценарист Расселл Ти Дейвис в комментарии к серии назвал смысл этой сцены «теорией» относительно происхождения Лица Бо, побуждая исполнительного продюсера Джули Гарднер призвать его «прекратить идти на попятную» по поводу того, что эти два персонажа — один и тот же. Дейвис также сказал, что после написания сцены он вставил строку в запись дубляжа для серии «Пробка», в которой Лицо Бо называет Доктора «старым другом». Дейвис не любит делать взаимосвязь между Джеком и Бо явной, заявляя: «в тот момент, когда она стала очень правдивой или очень ложной, шутка умирает». Он отказался от публикации книг и комиксов спин-оффов, которые попытались бы окончательно связать этих двух персонажей.